# Melanorhopala
Melanorhopala is een geslacht van wantsen uit de familie van de Tingidae (Netwantsen). Het geslacht werd voor het eerst wetenschappelijk beschreven door Carl Stål in 1873.

## Soorten
Het genus bevat de volgende soorten:

- Melanorhopala balli Drake, 1928
- Melanorhopala clavata (Stål, 1873)
- Melanorhopala froeschneri Henry & Wheeler, 1986
- Melanorhopala infuscata Parshley, 1917